# NGC 3979
NGC 3979 (również IC 2976, PGC 37488 lub UGC 6907) – galaktyka soczewkowata (S0), znajdująca się w gwiazdozbiorze Panny. Odkrył ją Edward Singleton Holden 23 kwietnia 1881 roku.